# Trimetilammina-N-ossido
La trimetilammina-N-ossido (TMAO), o N-ossido di trimetilammina, è un composto organico dell'azoto pentavalente avente formula di struttura (CH3)3N+−O− o anche (CH3)3N→O, normalmente scritta (CH3)3NO o anche Me3NO. Si conosce in forma anidra ma si trova più comunemente come biidrato Me3NO·2 H2O; in entrambi i casi si tratta di solidi cristallini incolori o polveri cristalline bianche, igroscopici e molto solubili in acqua. La molecola è fortemente polare, è basica, è un ottimo accettore di legame idrogeno (migliore dell'acqua stessa) ed è un buon agente ossidante (vide infra).
Questa molecola si trova nei tessuti di crostacei e pesci, in maggior concentrazione in specie che vivono in mari profondi soprattutto del piano adale. Si trova anche in alcune piante, come la vitis vinifera e in altri organismi, come euglena gracilis.
L'N-ossido di trimetilammina è il prodotto di ossidazione bielettronica della trimetilammina (Me3N) con un vettore di ossigeno, tipicamente l'acqua ossigenata, ed è il più semplice rappresentante stabile della classe degli ammino ossidi. Infatti, gli N-ossidi di ammoniaca, ammine primarie e secondarie si convertono spontaneamente e rapidamente nelle corrispondenti idrossilammine, che sono i loro tautomeri stabili in tali casi; la conversione avviene attraverso una migrazione di un H+ dall'azoto cationico verso l'ossigeno anionico, come esemplificato dal caso più semplice dell'N-Ossido dell'ammoniaca:
H3N+−O− → H2N−OH
Solo gli ossidi di ammine terziarie, non avendo idrogeni uniti a N, non subiscono questo tipo di trasposizioni e sono quindi stabili in tal senso: l'ossido della trimetilammina ne è il primo rappresentante.

## Sintesi
L'ossido di trimetilammina può essere sintetizzato trattando la trimetilammina con acqua ossigenata o perossiacidi:
H2O2  +  (CH3)3N   →   H2O  +  (CH3)3NO
In tal modo si ottiene di solito la forma biidrata (CH3)3NO·2 H2O; questa può essere disidratata per distillazione azeotropica della sua soluzione in dimetilformammide.

## Proprietà
L'ossido di trimetilammina è una molecola non protica, ma fortemente polare: il valore riportato per il suo momento dipolare è di 5,03 D e a temperatura ambiente  (a notevole differenza della trimetilammina da cui deriva, che è gassosa) è infatti un solido cristallino igroscopico, incolore e inodore che fonde a 236 °C.
La molecola così polare ha forte tendenza ad idratarsi, tanto che si trova normalmente come diidrato, (CH3)3NO·2 H2O, che fonde facilmente a 96 °C. Come atteso, la solubilità in acqua dell'ossido di trimetilammina è elevata (454 g/L, ~ 6 M) ed è ben solubile anche in alcool; è parzialmente solubile anche in solventi polari aprotici, come acetone, dimetilsolfossido e tetraidrofurano; è discretamente solubile in diclorometano (1,2 M) e anche più in cloroformio (> 2 M); è riportato essere apprezzabilmente solubile anche in o-diclorobenzene, ma insolubile in solventi apolari come CCl4 o cicloesano.

### Polarità e legame idrogeno
Come in parte intuibile dalle cariche formali presenti nella formula di Lewis dell'ossido di trimetilammina e come emerso da calcoli ab initio, la polarità della molecola risulta principalmente dal contributo della carica parziale presente sull'atomo di ossigeno (-0,726 e) ed anche da quella, di minore entità, sull'atomo di azoto (+0,313 e).
Questo appare consistente con il fatto che il legame idrogeno (Me3N+−O− . . . H−OH) formato con una molecola di acqua è ben più forte di quello presente nel dimero dell'acqua ed è calcolato essere di 54,56 kJ/mol. In effetti, in fase gassosa l'ossido di trimetilammina può legare a sé con legami idrogeno fino a cinque molecole di acqua. Nel legarsi con le prime tre il legame N−O si allunga leggermente e le cariche parziali diminuiscono anch'esse leggermente in valore assoluto.

### Basicità
La molecola dell'ossido di trimetilammina, con l'atomo di ossigeno avente una importante frazione di carica negativa, è basica. In soluzione acquosa si comporta da base debole, protonandosi reversibilmente; il suo pKb è stato riportato come 9,34 ± 0,1 e quindi il suo acido coniugato Me3N+−OH ha pKa 4,66 ± 0,1, un valore non dissimile da quello dell'acido acetico (4,75). L'N-ossido di N-metilmorfolina ha un pKb molto simile, 9,25.
Si conoscono alcuni sali del catione Me3N+−OH (idrossitrimetilammonio), derivanti dalla protonazione dell'ossido di trimetilammina: il cloridrato, che fonde a 206-207 °C, e il p-nitrofenilacetato, che fonde a 78-79 °C.
In fase gassosa la sua affinità protonica, una misura della sua basicità intrinseca, risulta essere 983,2 kJ/mol, quindi Me3N+−O− è alquanto più basico della trimetilammina Me3N da cui deriva, per la quale il valore è 948,9 kJ/mol. Risulta altresì parecchio più basica della specie isoelettronica di valenza ossido di trimetilfosfina (CH3)3P=O, che un'affinità protonica di 909,7 kJ/mol.

### Donatore e ligando
L'ossido di trimetilammina, con la sua elevata densità elettronica sull'atomo di ossigeno, può fungere da buon donatore verso acidi di Lewis e in particolare riesce facilmente ad agire come ligando donatore verso cationi metallici.
Con il classico acido di Lewis trifluoruro di boro, gorgogliato in una sua soluzione in cloroformio, forma un addotto molto stabile, che precipita come solido bianco dalla soluzione ed è così facilmente purificabile:
Me3NO + BF3  →  Me3N+–O––BF3
Riesce a formarne uno, sebbene meno stabile, anche con l'anidride solforosa, che è parecchio più debole come accettore, formulato Me3NO·SO2.
Sono da tempo noti vari complessi che l'ossido di trimetilammina forma per reazione con sali di ioni metallici. Ad esempio, con i perclorati di alcuni metalli di transizione bivalenti sono stati ottenuti sali complessi del tipo [M(ONMe3)4]2+[ClO4−]2, con M = Co, Ni, Cu, Mn e Zn, nei quali lo ione metallico è tetracoordinato tetraedricamente o pseudotetraedricamente; con il cromo trivalente il prodotto è stato [Cr(ONMe3)6]3+[ClO4−]3, con il cromo esacoordinato ottaedricamente. Gli spettri infrarossi di questi complessi hanno permesso di escludere che gli ossigeni dei controioni perclorato siano coinvolti nella coordinazione allo ione metallico e gli spettri ultravioletti hanno permesso di stabilire che l'ossido di trimetilammina è un donatore migliore, verso il Cr(III), di buoni donatori come il dimetilsolfossido, l'esametilfosforammide e la piridina N-ossido. Complessi analoghi sono stati ottenuti anche con altri controioni, quali BF4−, NO3−, Br−, I−, p-toluensolfonato. Sono noti anche complessi ottaedrici di Sn(IV) del tipo SnL2X4, con L = Me3NO e X = F, Cl, Br, I; metodi spettroscopici hanno indicato, anche in questi casi, che Me3NO è un donatore migliore dell'ossido di trimetilfosfina (Me3PO) e della piridina N-ossido.

## Struttura molecolare
Da un'indagine di diffrazione elettronica in fase gassosa dell'ossido di trimetilammina in fase gassosa, dove la molecola è libera da interazioni intermolecolari, si è potuto ricavare dati come lunghezze (r) ed angoli di legame (∠), alcuni dei quali sono qui riportati insieme ai corrispondenti valori per la trimetilammina, per confronto:
r(C−H) = 110,9 pm; r(N−C) = 149,6 pm; r(N−O) = 137,9 pm;    [Me3NO]
r(C−H) = 109,0 pm; r(N−C) = 145,1 pm;    [Me3N]
∠(HCN) = 107,7°; ∠(CNC) = 110,0°; ∠(CNO) = 108,9°;    [Me3NO]
∠(HCN) = 111,7°; ∠(CNC) = 110,9°;    [Me3N]
La molecola (CH3)3NO risulta avere simmetria C3v, dove l'atomo di azoto centrale è in ambiente tetraedrico con distorsione trigonale; anche la molecola della trimetilammina ha la stessa simmetria. I legami N−C sono elongati rispetto a quelli nella trimetilammina e lo sono anche, sebbene quasi impercettibilmente, quelli C−H. Un certo allungamento dei legami che l'azoto del frammento N+−O− forma con altri atomi si riscontra anche nell'ossitrifluoruro di azoto F3NO.
Il legame N−O ha lunghezza intermedia tra quello singolo di 145,3 pm presente nell'idrossilammina (H2N−OH) e quello doppio di 121,1 pm presente nel nitrosometano (H3C−N=O); anche rispetto ai valori standard per N−O e N=O (140 pm e 121 pm, rispettivamente) il legame in questione risulta intermedio. Quindi, questo confronto sembra indicare che la molteplicità del legame è anch'essa intermedia. Anche il confronto delle energie di legame sperimentali dei legami azoto-ossigeno dell'idrossilammina e del cloruro di nitrosile Cl−N=O (175 e 587 kJ/mol, rispettivamente) con l'energia di legame per N+−O− in questa molecola calcolata da dati termodinamici, pari a 295 ± 6 kJ/mol, indica nello stesso senso. Gli angoli CNC e CNO, molto vicini a 109,5°, sono sostanzialmente quelli tetraedrici dell'ibridazione sp3 sia di C che di N.

## Reattività e applicazioni
L'ossido di trimetilammina, al pari di N-ossidi di altre ammine, ha spiccate proprietà ossidanti e partecipa come specie attiva in varie trasformazioni in cui l'ossidazione è sempre presente ed è un tratto distintivo.

### Riossidante di catalizzatori
Trova impiego come ossidante stechiometrico in ossidazioni di alcheni a cis-dioli (cis-diidrossilazioni) eseguite dal tetrossido di osmio (OsO4) messo in quantità catalitica. Il Me3NO, messo in quantità stechiometrica, svolge il compito di riossidare la specie di Os(VI) che viene a prodursi a seguito dell'ossidazione catalitica e stereoselettiva del tetrossido di osmio OsO4, facendo così progredire la reazione fino a completamento. La reazione schematica è qui illustrata:
RCH=CH2 + Me3NO (+ OsO4) + H2O  →  RCH(OH)−CH2−OH + Me3N
Si è trovato che in casi delicati di alcheni con strutture particolari l'uso dell'ossido di trimetilammina come riossidante in situ presenta dei vantaggi rispetto a quello dell'N-ossido di N-metilmorfolina che si impiega comunemente. Un altro uso come riossidante di catalizzatore, questa volta del Pd(0) a Pd(II), è stato trovato in reazioni di tipo Heck di acidi arilfosfonici [Ar-P(=O)(OH)2] con alcheni in presenza di fluoruro di tetrabutilammonio (n-Bu4N+F–) in diossano come solvente, per introdurre il gruppo arilico nell'alchene.

### Ossidante di alchilborani
L'ossido di trimetilammina ossida facilmente i trialchilborani, che sono spesso i prodotti intermedi dell'idroborazione di alcheni allo scopo di ottenere da questi (regioselettivamente, orientazione anti-Markovnikov) alcoli, per dare gli stessi alcoli e quindi può sostituire vantaggiosamente il perossido di idrogeno in ambiente alcalino, perché tale ambiente non sempre è ben compatibile con substrati contenenti gruppi funzionali ad esso sensibili.
3 RCH=CH2 + ½ B2H6→(RCH2−CH2)3B;     (RCH2−CH2)3B + 3 Me3NO  →  (RCH2−CH2−O)3B + 3 Me3N;
(RCH2−CH2−O)3B + 3 H2O→3 RCH2−CH2−OH + B(OH)3
L'ossidazione di alchilborani è interessante anche di per sé e può fornire, oltre ad alcoli, diversi prodotti. Ad esempio, l'ossidazione per stadi del tributilborano con Me3NO ha fornito in successione gli esteri borinato, boronato e borato:
Bu3B + Me3NO  →  Bu2BOBu;     Bu2BOBu + Me3NO  →  BuB(OBu)2;     BuB(OBu)2 + Me3NO  →  B(OBu)3. 

### Ossidante di alogenuri alchilici
L'ossidazione con ossido di trimetilammina di ioduri e bromuri alchilici in cloroformio a caldo e successiva idrolisi basica porta ai corrispondenti composti carbonilici (aldeidi o chetoni); nel caso ad esempio dello ioduro di n-ottile la trasformazione complessiva, che porta all'ottanale, è:
n-C7H15−CH2−I + Me3NO  → →  n-C7H15−CH(=O)
In una variante, usando dimetilsolfossido come solvente e a temperatura ambiente, i cloruri e bromuri benzilici e allilici possono essere convertiti nelle corrispondenti aldeidi.

### Ossidante in decarbonilazioni organometalliche
In chimica organometallica l'ossido di trimetilammina ha un impiego caratteristico: viene usato sui complessi metallocarbonilici per reazioni di decarbonilazione, cioè di sostituzione di un carbonile (CO, allontanato come CO2 e sostituito da un opportuno ligando L) secondo lo schema seguente (per la rimozione di un solo carbonile):
M(CO)n + Me3NO + L → M(CO)n−1L + Me3N + CO2
Meccanicisticamente, si tratta di una reazione di estrazione nucleofila: l'attacco di un nucleofilo, qui l'ossigeno formalmente negativo di Me3NO, su un ligando, qui il C del carbonile CO legato al centro metallico, trasforma il ligando in una specie, qui CO2, non più adatto a legarsi al metallo e che quindi viene rilasciato e al suo posto reso in tal modo vacante subentra il ligando L.
Nel caso del ferro pentacarbonile, per esempio, la reazione con L = diene (donatore di due coppie di elettroni) in presenza di Me3NO porta alla formazione del complesso diolefinico (diene)Fe(CO)3 dopo rimozione di 2 carbonili. Nel caso degli esacarbonili di cromo, molibdeno e tungsteno la reazione con la bipiridina in presenza di Me3NO porta all'ottenimento dei complessi (bipy)M(CO)4, con M = Cr, Mo e W).

## Presenza in natura
È un prodotto dell'ossidazione della trimetilammina, un metabolita comune negli animali. La trimetilammina N-ossido è un osmolita presente nei pesci di mare, negli squali, nelle razze, nei molluschi e nei crostacei. È considerata come uno stabilizzante delle catene proteiche che può servire a contrastare l'effetto destabilizzante dell'urea, il principale osmolita di squali e razze. È anche più elevata in concentrazione nei pesci e nei crostacei di acque profonde, dove può contrastare gli effetti destabilizzanti della pressione sulle proteine. La TMAO si decompone in trimetilammina (TMA), che conferisce al pesce in decomposizione il caratteristico odore.

## Biosintesi
La trimetilammina-N-ossido è biosintetizzata dalla trimetilammina derivante dalla colina.

## Applicazioni di laboratorio
La trimetilammina-N-ossido è usata negli esperimenti sull'avvolgimento delle proteine per contrastare gli effetti di svolgimento determinati dall'urea.

## Trimetilaminuria
La trimetilaminuria è una rara malattia metabolica che provoca un difetto nella normale produzione dell'enzima flavina monoossigenasi. Coloro che soffrono di trimetilaminuria non sono in grado di convertire la trimetilamina derivata dalla colina in trimetilammina-N-ossido. La trimetilammina si accumula e viene rilasciata nel sudore, nell'urina e nel respiro della persona, emanando un forte odore di pesce.

## Associazioni microbiche
L'ordine Clostridiales, il genere Ruminococcus, e il taxon Lachnospiraceae sono associati con un incremento dei livelli di TMA e TMAO. All'opposto, la presenza di S24-7, una famiglia dell'ordine Bacteroidetes, è inversamente associata con i livelli di TMA e TMAO.

## Problemi sanitari
Studi pubblicati nel 2013 indicano che alti livelli di TMAO nel sangue sono associati ad un aumentato rischio di eventi avversi cardiovascolari maggiori (MACE). La concentrazione di TMAO nel sangue aumenta dopo aver consumato cibi contenenti carnitina o lecitina, se i batteri che convertono queste sostanze in TMAO sono presenti nell'intestino. Alte concentrazioni di carnitina si trovano nella carne rossa, in alcune bevande energetiche e in alcuni integratori alimentari; la lecitina si trova nella soia, nelle uova, come ingrediente negli alimenti trasformati e viene venduta come integratore alimentare. Alcuni tipi di batteri intestinali normali (ad esempio le specie di Acinetobacter) nel microbioma umano convertono la carnitina alimentare in TMAO. Il TMAO altera il metabolismo del colesterolo nell'intestino, nel fegato e nelle pareti delle arterie. In presenza di TMAO, aumenta la deposizione di colesterolo e diminuisce la rimozione del colesterolo dalle cellule periferiche come quelle nelle pareti delle arterie.
Il legame tra malattie cardiovascolari e TMAO è contestato da altri ricercatori dipendenti da Lonza, una società che vende carnitina. Clouatre et al. sostengono che le fonti di colina e la L-carnitina alimentare non contribuiscono a un significativo aumento del TMAO nel sangue e che la principale fonte di TMAO nella dieta è il pesce.
Un'altra fonte di TMAO è la fosfatidilcolina alimentare, sempre attraverso l'azione batterica nell'intestino. La fosfatidilcolina è presente ad alta concentrazione nei tuorli e in alcune carni.
È stato suggerito che la TMAO possa essere coinvolta nella regolazione della pressione arteriosa e dell'eziologia dell'ipertensione e della trombosi (coaguli di sangue) nella malattia aterosclerotica. Una meta-analisi del 2017 ha rilevato che una TMAO circolante più alta era associata a un rischio del 23% più elevato di eventi cardiovascolari e a un rischio di mortalità del 55% più alto.